# Plantule

Germination épigée et hypogée de la plantule.

Une plantule ou jeune pousse est une jeune plante sporophyte ne comportant que quelques feuilles. Issue de l'embryon d'une graine, son développement commence avec la germination de la graine.
La plantule est constituée de trois parties principales : la radicule, la tigelle, issue de l'hypocotyle, d'un collet et les cotylédons.

## Symbole
La jeune plante fait l'objet d'un encodage Unicode :
- U+1F331 🌱 seedling (HTML : &#127793;)